# A501 (België)
De Belgische autosnelweg A501 is een kort stuk snelweg ten noorden van La Louvière en verbindt de stad met de nabijgelegen snelwegen. De weg vertrekt uit het centrum van La Louvière, maakt eerst een knooppunt met de A15/E42, en vormt 3 kilometer verder een knooppunt met de A7/E19. Na 1200m houdt de snelweg dan op en gaat via een rond punt over in de N57b.